# Donald S. Jones
Pour les articles homonymes, voir Jones.
Donald S. Jones est un vice-amiral de la marine des États-Unis né le 18 mai 1928 à Madison et mort le 13 décembre 2004 à Lancaster.
Il a notamment servi comme commandant de la Troisième flotte des États-Unis.
En début de carrière, il commande le quatrième escadron de lutte anti-sous-marine de la marine américaine (HSC-4). Également pilote d'hélicoptère, il pilotera l'Helicopter 66 lors de la récupération en mer des astronautes d'Apollo 8 et 11.
Il est inhumé au cimetière national de Fort Rosecrans.

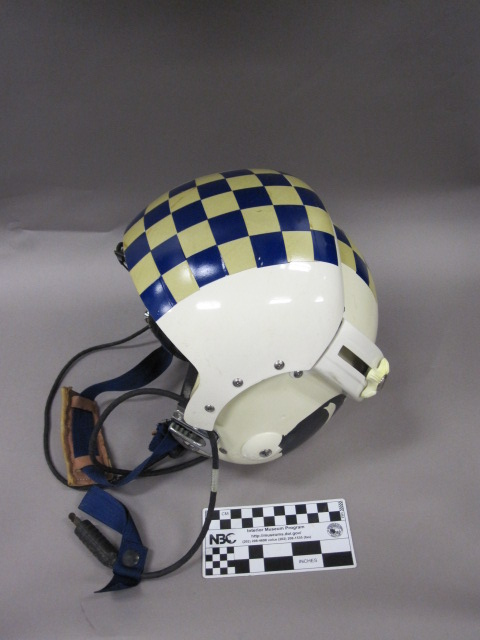
Le casque de Donald S. Jones porté lors de la récupération d'Apollo 11, alors qu'il pilote lHelicopter 66. Ce casque est conservé au Naval History & Heritage Command.